# Asa Miller
Asa Miller, född 14 juni 2000, är en filippinsk alpin skidåkare.
Miller representerade Filippinerna vid olympiska vinterspelen 2018 i Pyeongchang, där han slutade på 70:e plats i storslalom.